# Скулме, Джемма
Дже́мма Ску́лме (латыш. Džemma Lija Skulme; в документах советского периода — Джемма Оттовна Скулме, 20 сентября 1925 — 9 ноября 2019) — советская и латвийская художница. Народный художник Латвийской ССР (1976). Лауреат Государственной премии СССР (1984).

## Биография
Окончила отделение живописи Латвийской Академии художеств, аспирантуру ЛИЖСА имени И. Е. Репина (кандидат искусствоведения). С 1956 года член Союза художников Латвии, в 1977—1982 гг. исполняющая обязанности председателя, в 1982—1992 гг. председатель. Персональные выставки Д. Скулме проходили в России, Австрии, Германии, Канаде, США. Депутат ВС Латвийской ССР. Активный участник Атмоды, одна из первых фигур Народного фронта, позже подписала манифест о создании Народной партии.

## Семья
Из династии художников. Отец — Отто Скулме (1889—1967, ректор Латвийской Академии художеств до 1961 года), мать — Марта Лиепиня-Скулме, латвийский художник (1890—1962). Художниками были также ее дядя Уго (Угис) Скулме и его сын, двоюродный брат Джеммы Юргис Скулме. Последний изображал жизнь латышей в Сибири, что было названо «клеветой на советскую власть». Союз художников во главе с Джеммой Скулме проголосовал за его исключение из своих рядов. «Это было такое исторически обусловленное предательство самой себя», — заявляла позже 90-летняя художница.
Первый муж — артист Артур Димитерс (1915—1986), в этом браке родился сын Юрис Димитерс (1947), художник-плакатист.
Второй муж — художник Оярс Аболс (1922—1983), дочь Марта Скулме (1962).

## Награды и звания
- Государственная премия СССР (1984) — за живописный триптих «Песня» («Сто лет назад», «Молния небо взрезает», «Песня») и картины «Нити», «Поколения»
- народный художник Латвийской ССР (1976)
- Почётный член Латвийской АН
- Почётный доктор Латвийской АХ
- орден Трёх Звёзд IV степени (1995)[4].